# CS Minaur Baia Mare
CS Minaur Baia Mare (rumänisch: Clubul Sportiv Minaur Baia Mare) ist ein Sportverein aus der rumänischen Stadt Baia Mare.

## Gesamtverein
Der Verein wurde im Jahr 1974 gegründet. Als Vorgänger gilt der Verein Minerul. Die Stadt Baia Mare betreibt den Verein. Der Namenszusatz Minaur bezieht sich auf die Goldminen in der Gegend.
Im Verein werden Fußball, Handball und Motorsport angeboten.

## Fußball
Die Fußballsparte besteht seit 2017. Hier wurde der seit 1948 in Baia Mare bestehende Fußballverein integriert.

## Handball (Frauen)
Die Handballabteilung für Frauen wurde im Jahr 2015 aufgenommen. Integriert wurde das Team des 1960 gegründeten HCM Baia Mare. Die erste Mannschaft spielt seit 2018 in der Liga Națională, der höchsten rumänischen Liga.
Zu den Erfolgen zählen die rumänische Meisterschaft 2014 sowie der zweite Platz in der Meisterschaft 1979, 2013, 2015 und 2016. Den rumänischen Pokal (Cupa României) gewann die Mannschaft in den Jahren 2013, 2014 und 2015, in den Jahren 1978 und 1980 stand das Team im Pokalfinale. In den Jahren 2013, 2014 und 2015 gewann CSM Baia Mare auch den rumänischen Superpokal.
Der Verein war in europäischen Wettbewerben aktiv, so in der EHF Champions League, dem EHF Challenge Cup und dem EHF-Pokal.

## Handball (Männer)
Die Handballsparte der Männer besteht seit 1970.
Zu den Erfolgen der ersten Mannschaft, die in der Liga Zimbrilor, der höchsten rumänischen Liga, spielt, zählen der Gewinn der Meisterschaft in den Jahren 1998, 1999 und 2015 sowie der zweite Platz in der Meisterschaft in den Jahren 1980, 1981, 1985, 1992, 1993, 1994 und 1995. Die Cupa României, den rumänischen Pokalwettbewerb, gewann das Team in den Jahren 1978, 1983, 1984, 1989, 1999 und 2015; 1985 stand die Mannschaft im Finale.
In europäischen Wettbewerben war das Team ebenfalls aktiv. Der Verein gewann in der Spielzeit 1984/1985 und der Spielzeit 1987/1988 den IHF-Pokal. Im Europapokal der Pokalsieger erreichte die Mannschaft das Halbfinale in den Spielzeiten 1978/1979, 1980/1981 und 1985/1986. Im EHF European Cup 2021/22 unterlag Baia Mare erst im Endspiel Nærbø IL.